# William James Tutcher
William James Tutcher ( 1867 - 1920 ) fue un pteridólogo, y botánico inglés. Trabajó para el Kew Gardens durante treinta años, en la Colonia inglesa de Hong Kong

## Algunas publicaciones

### Libros
- Dunn, Stephen Troyte, William James Tutcher. 1912. Flora of Kwangtung and Hongkong (China). Roy. Rot. Gardens, Kew, Bull. Misc. Inf., add. ser. X. 370 pp.
- 1907. Gardening for Hongkong. Ed. Kelly & Walsh. 68 pp. Reeditó South China Morning Post Ltd. 1964. 91 pp.

## Honores

### Epónimos
- (Theaceae) Tutcheria[2] Dunn[3]
- La abreviatura «Tutcher» se emplea para indicar a William James Tutcher como autoridad en la descripción y clasificación científica de los vegetales.[4]